# 미나미 요시에 (배우)
미나미 요시에(일본어: 南 美江, 1915년 10월 5일 ~ 2010년 8월 6일)는 일본의 여배우이다. 히로시마현 히로시마시 출신이다.